# Nationales Automuseum – The Loh Collection
Das Nationale Automuseum – The Loh Collection ist ein Automuseum in Dietzhölztal-Ewersbach. Die private Sammlung von Friedhelm Loh ist seit dem 23. Juli 2023 der Öffentlichkeit in einem historischen Industriegebäude zugänglich gemacht. Das Automuseum umfasst 150 Oldtimer, Rennwagen, Prototypen und berühmte Klassiker.

## Geschichte
Die Eisenhütten in Neuhütte, einem Ortsteil von Ewersbach, gehen auf eine jahrhundertealte Tradition zurück. Ab 1908 entwickelte sich der Standort zu einer Produktionsstätte von Großkesselanlagen des Hessen-Nassauischen Hüttenvereins, der 1935 im Buderus-Konzern aufging. 1953 wurde die Omnical GmbH als Buderus-Tochter gegründet.
Friedhelm Loh, der seit mehr als 35 Jahren Autos sammelt, erwarb 2015 das Industriegelände und baute die große Industriehalle in ein Automuseum um, wobei die historische Substanz und der industrielle Charakter möglichst erhalten blieben. Der historischen Halle wurde eine neue Eingangshalle vorgebaut, in deren Obergeschoss die Sonderausstellungen untergebracht sind.

## Beschreibung

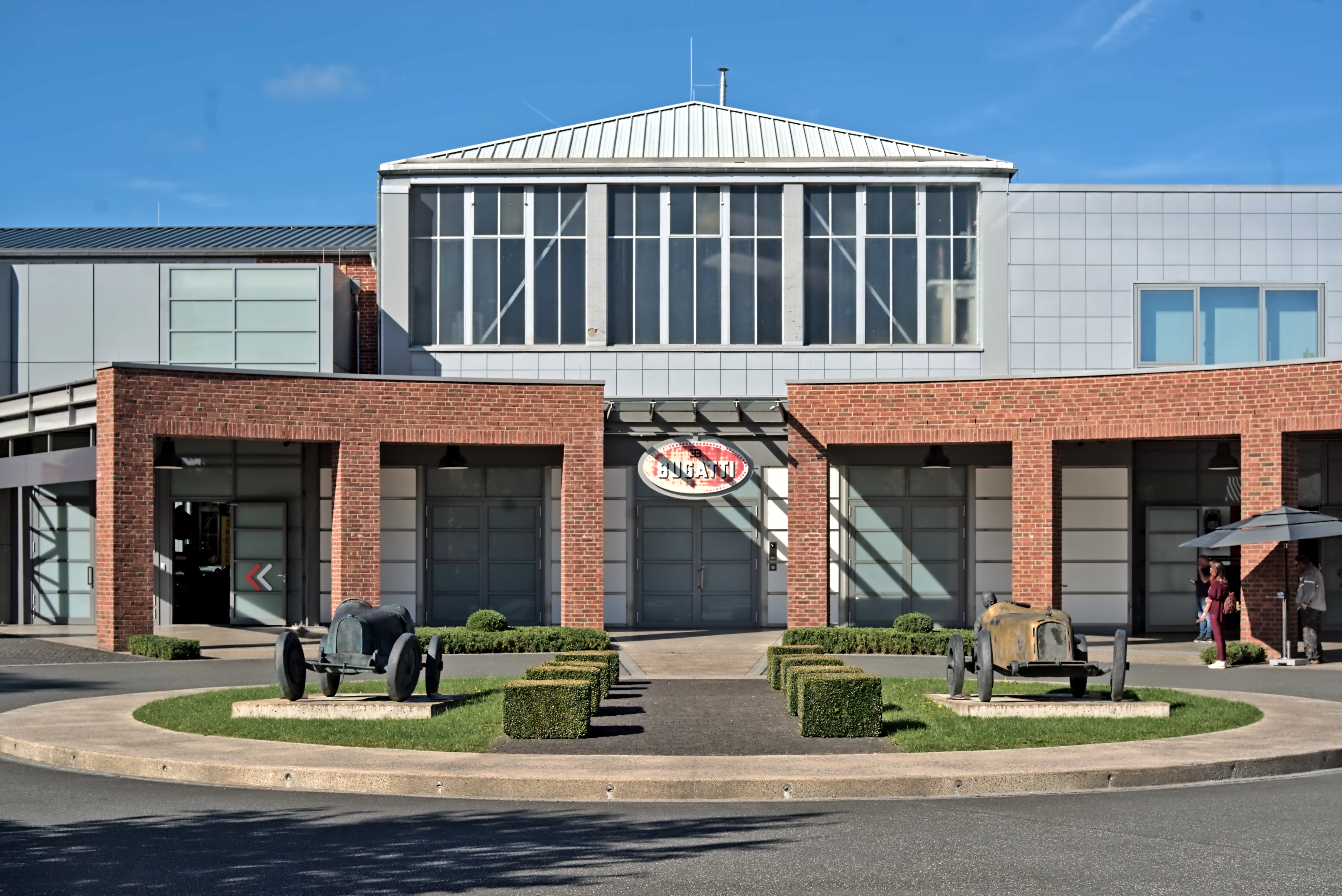
Hof des Nationalen Automuseums

Auf 7500 m² wird die Geschichte des Automobils seit den Anfängen dargestellt und in Schaukästen, einer Motorengalerie sowie anhand von Schnittmodellen anschaulich erklärt. Auf einer Steilkurve in der großen Halle ist die chronologische Entwicklung des Autos sichtbar. Dahinter sind in einem automatischen Parkhaus 30 Sport- und Rennwagen wie in einem großen Setzkasten zu sehen. Insgesamt sind im Museum etwa 50 verschiedene Herstellermarken vertreten.
Das älteste Ausstellungsstück ist ein Benz Victoria Phaeton von 1895 mit Holzspeichenrädern und einem orangen Baldachin-Dach. Ein Feuerwehrauto mit Elektroantrieb stammt aus dem Jahr 1906.
Zu den herausragenden Exponaten gehören ein Mercedes-Benz 710 SSK (Anfang 1930er-Jahre), ein Bugatti Type 57 Atalante (1935–1938), ein Talbot-Lago Type 26 Grand Sport Coupé Saoutchik von 1948, der vollständig original erhalten ist, ein Lincoln Continental (1940er, Modell wie John F. Kennedys), ein Bentley 4 ½ Litre Team Car, ein Mercedes-Benz 300 S Cabriolet A (1951–1955), ein Mercedes-Benz 300 SL Coupé Alu (1955/1956, mit Flügeltüren), ein Aston Martin DB4 GT Zagato (1960/1961), ein Ferrari 412P (1967, North American Racing Team), ein Citroën 2CV Sahara 4×4 (1960er). Aus neuerer Zeit stammen ein Lamborghini Miura SV, ein Ferrari 288 GTO (1984–1986) von Albert Uderzo, ein Mercedes-Benz CLK GTR (1997–1999), ein Ferrari F1-2000, mit dem Michael Schumacher in der  Formel-1-Saison 2000 seinen ersten Weltmeistertitel mit Ferrari holte, und der Maybach Exelero von 2005.
In das Museum integriert sind eine Gastronomie und ein kleines Kino mit 50 Sitzplätzen, dessen Fassade im Stil des Art déco das ehemalige Capitol Kino in Dillenburg zum Vorbild hat.

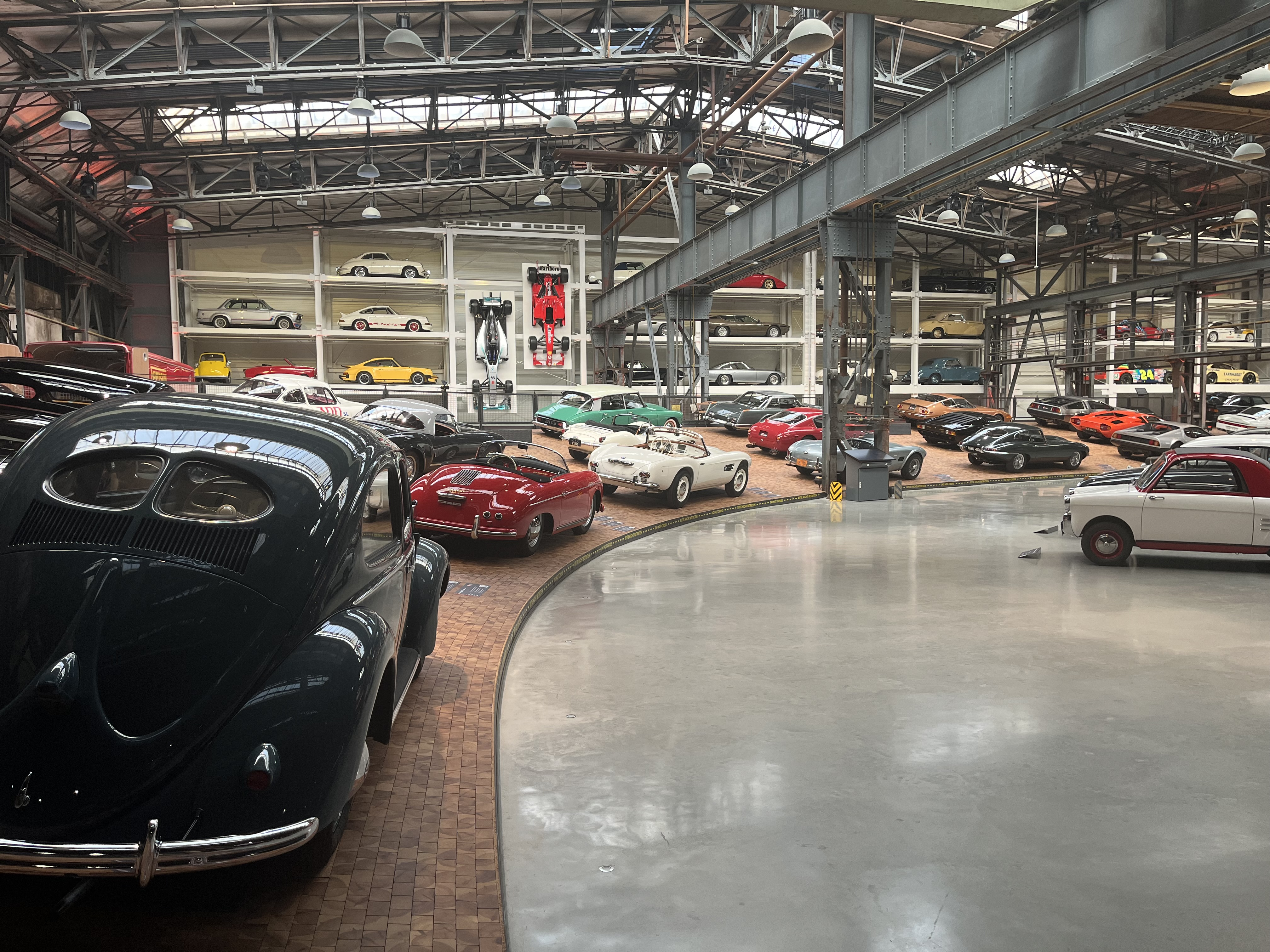
Steilkurve und „Setzkasten“ mit Fahrzeugen in der historischen Halle
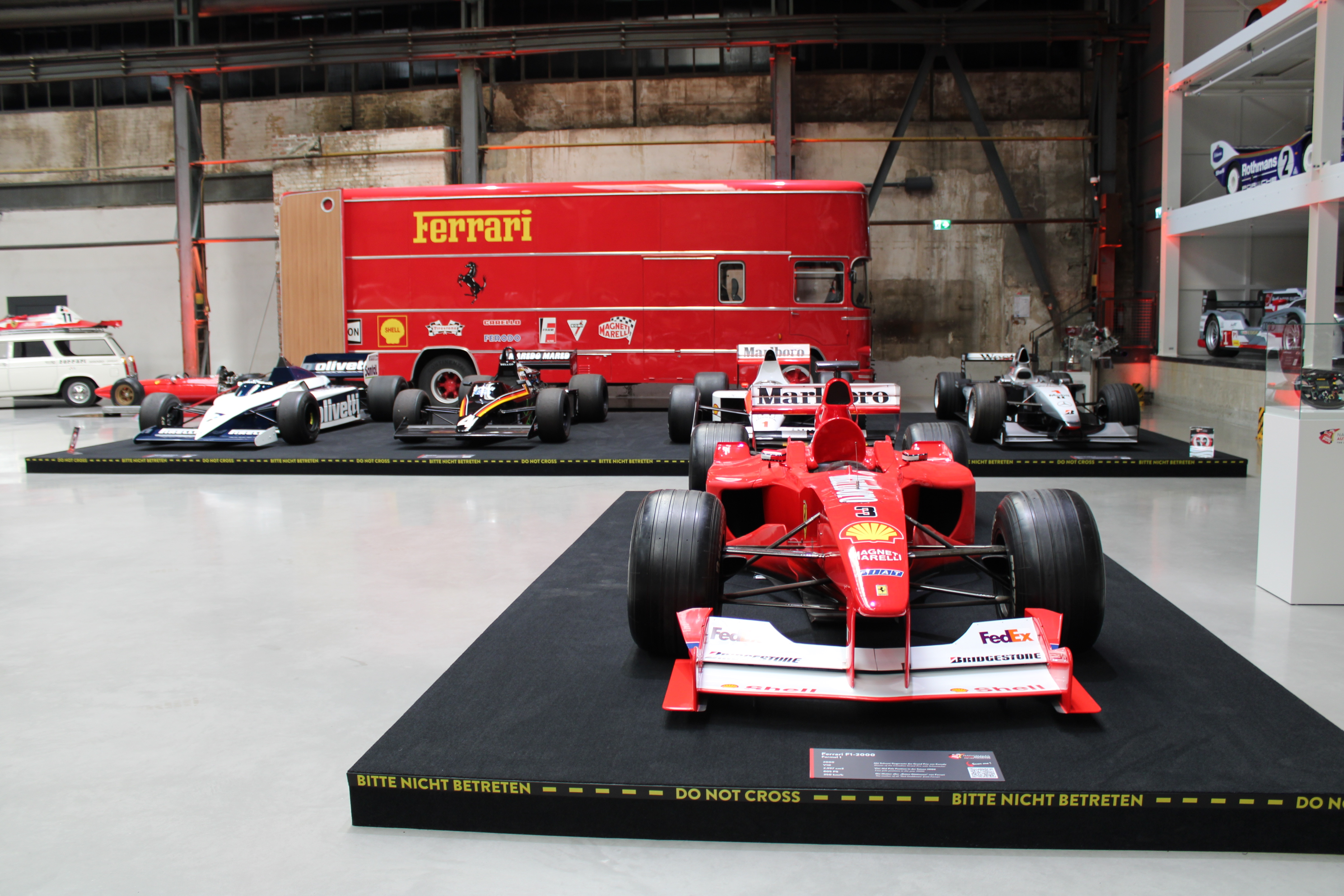
Formel-1-Autos: Ferrari F1-2000 von Michael Schumacher (vorne); hintere Reihe v. l. n. r.: Brabham-BMW BT54 Turbo von Nelson Piquet, Tyrrell 012 von Stefan Bellof, McLaren MP4/5 von Ayrton Senna, McLaren MP4/14 von Mika Häkkinen
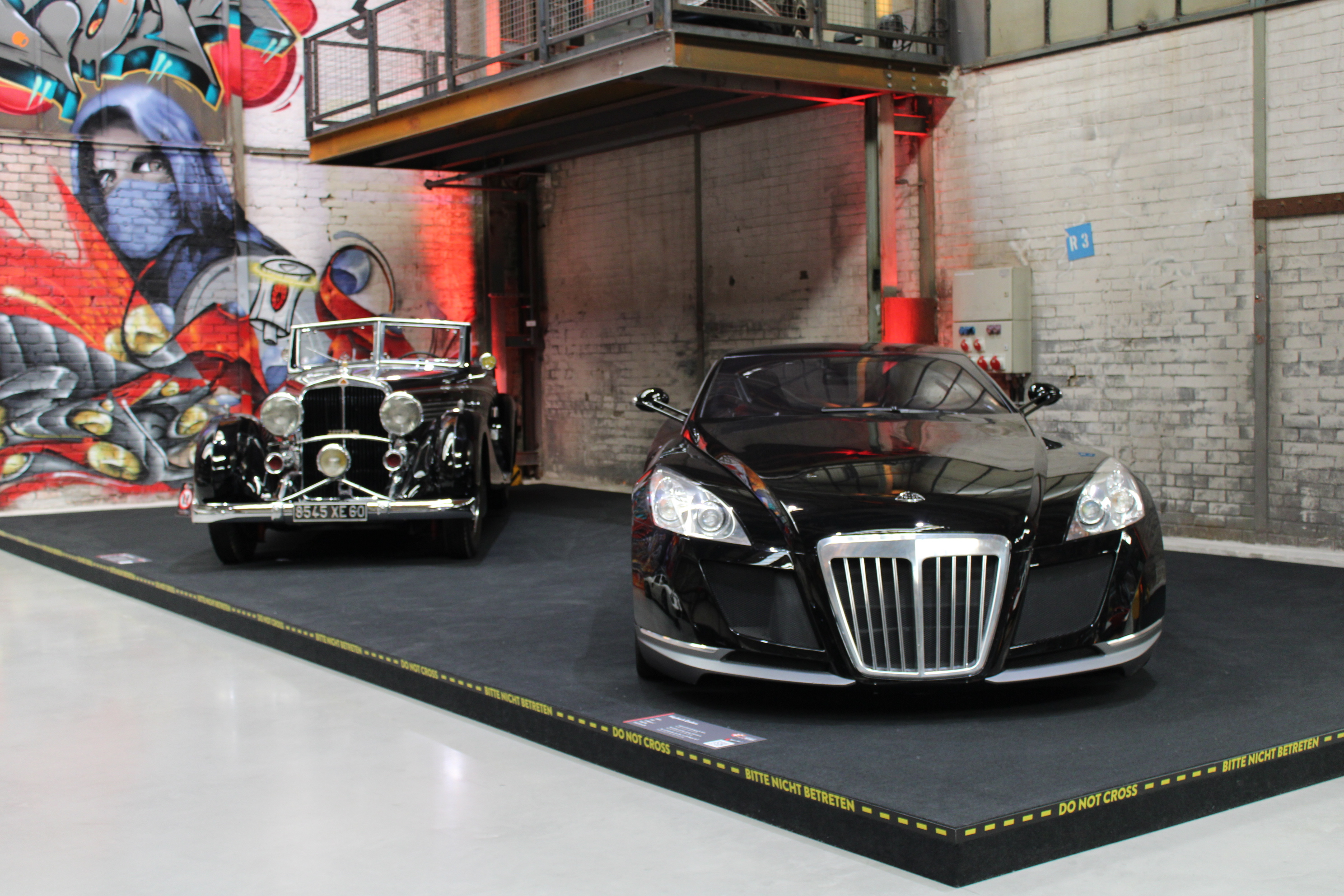
Maybach Zeppelin DS 8 (links) und Maybach Exelero (rechts)
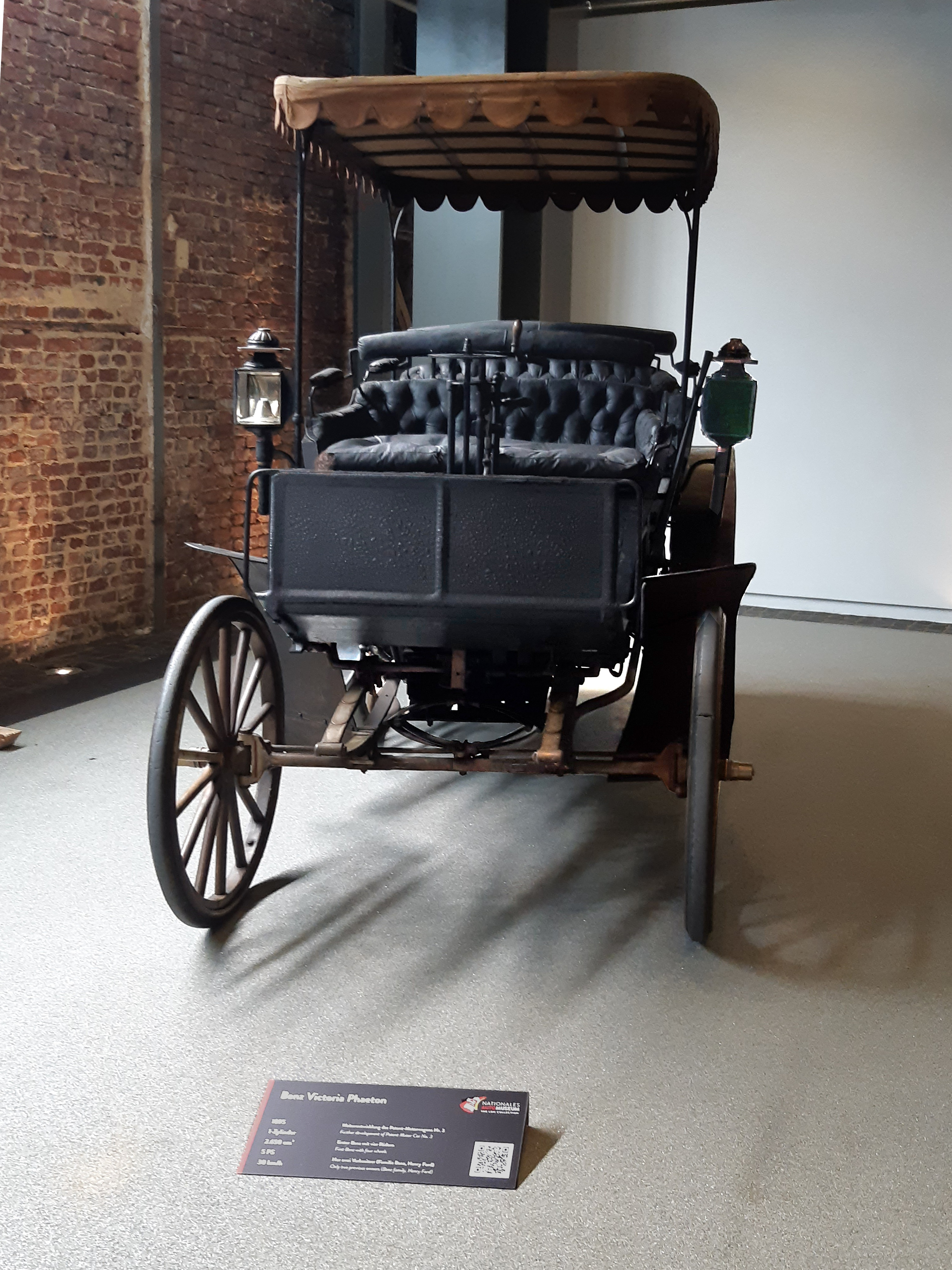
Benz Victoria Phaeton von 1895
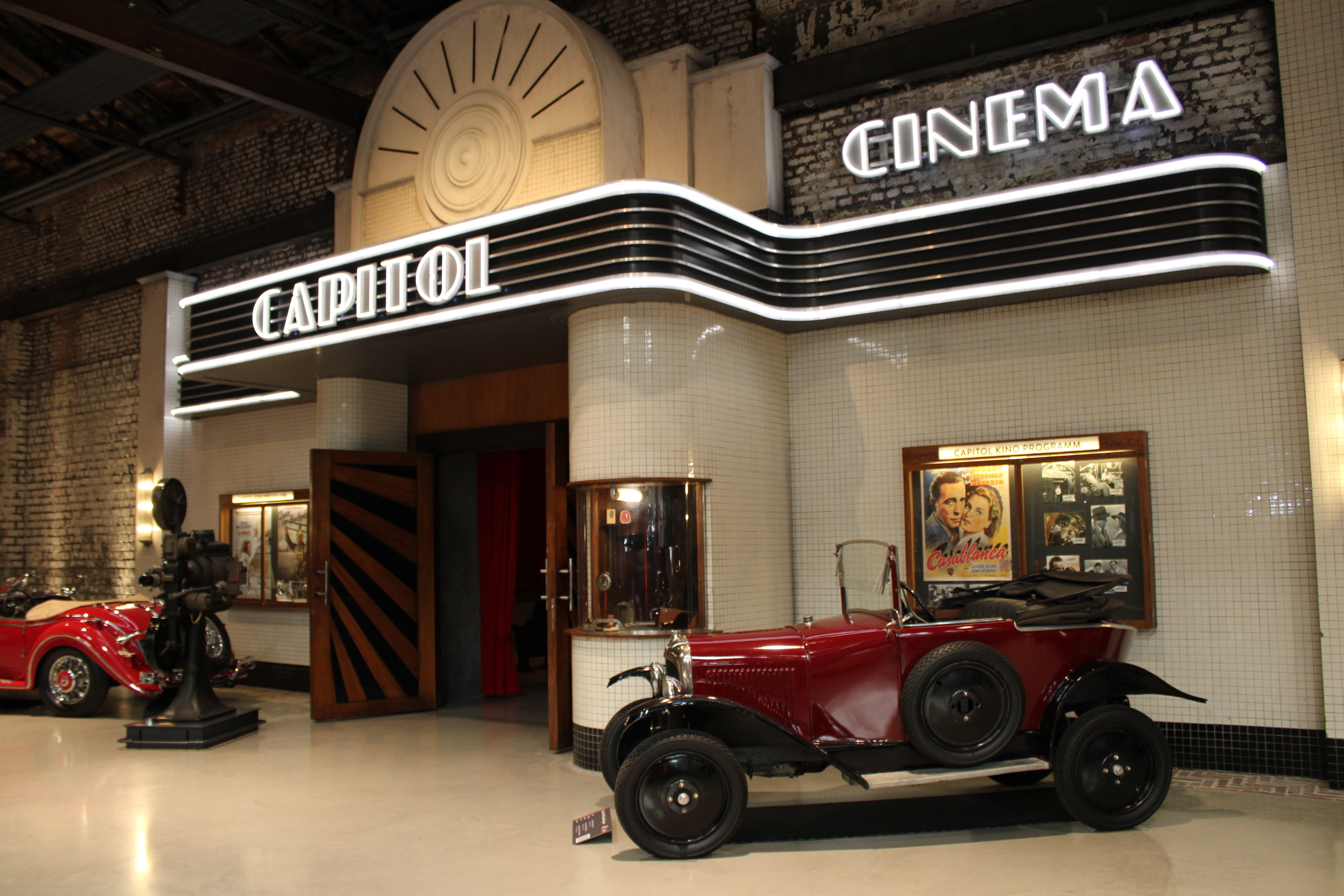
Kino

## Sonderausstellungen
100 Jahre 24h Le Mans – der Mythos, die Helden, die Autos
Die erste Sonderausstellung 100 Jahre 24h Le Mans – der Mythos, die Helden, die Autos (23. Juli 2023 – 25. Februar 2024) präsentierte 20 originale Rennwagen aus den legendären französischen Rennen seit 1928, darunter ein Bugatti Type 50 (Anfang 1930er), Ferrari 250S (1952), Porsche 550 Spyder (1953–1957), Aston Martin DB4 GT Zagato (1960/1961), Porsche 917K (1970), Porsche 956 (1982–1984), Audi R8 (Team Goh, 2002) und Audi R18 e-tron (2013).

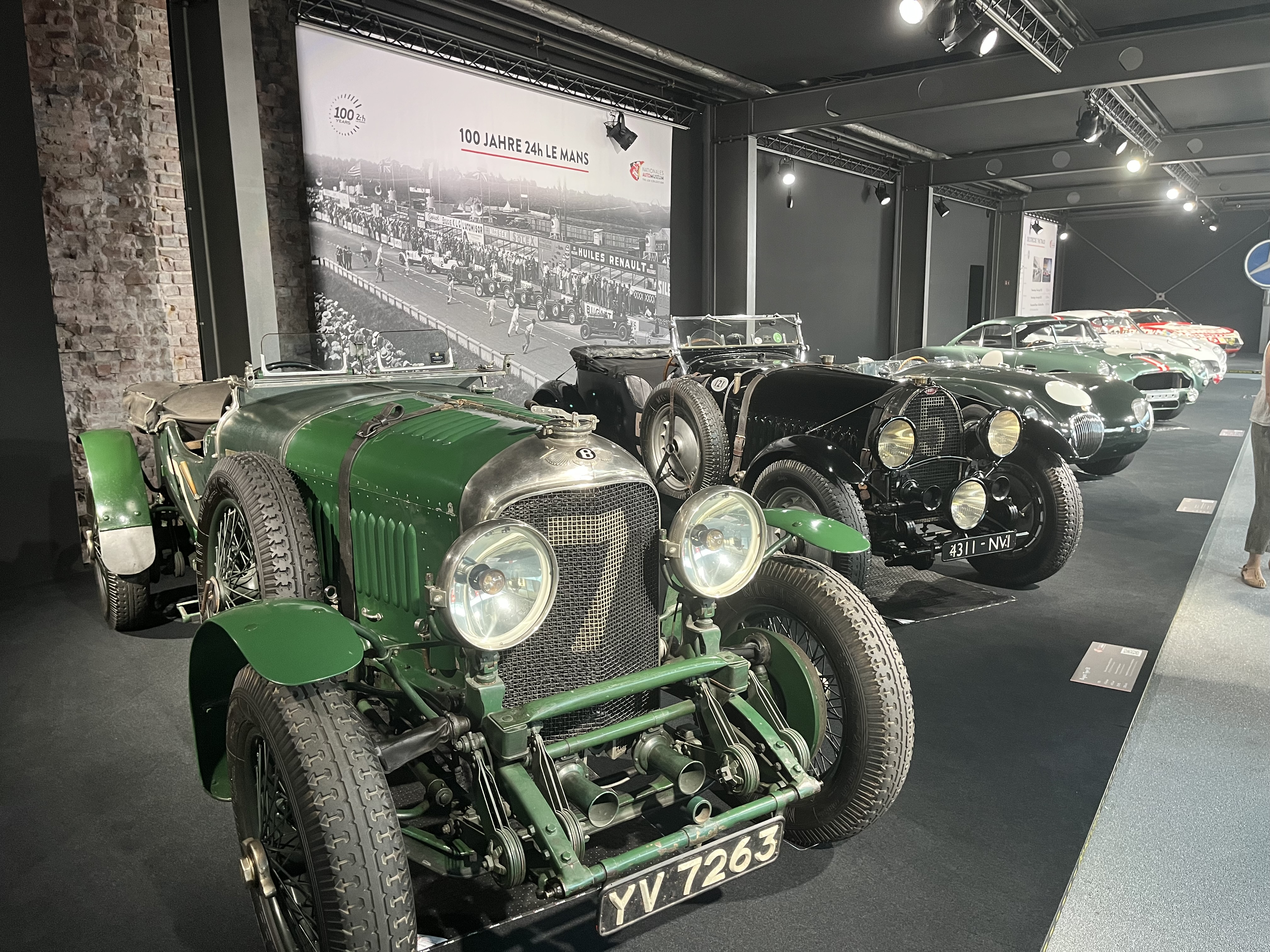
Teilnehmerfahrzeuge am 24-Stunden-Rennen von Le Mans verschiedener Epochen

Ferrari – Meisterstücke für Rennstrecke und Straße
Vom 23. März 2024 bis 22. September 2024 zeigt das Museum seine zweite Sonderausstellung unter dem Titel: Ferrari – Meisterstücke für Rennstrecke und Straße. Ausgestellt sind (sortiert nach Produktionsdatum) folgende Fahrzeuge des Herstellers aus Maranello: 212 Inter Coupé Vignale (1951), 250 S Berlinetta Vignale (1952), 225 S Spider Vignale (Leihgabe, 1952), 250 MM Berlinetta PF (1953), 250 GT Speciale PF (1958), 250 GT SWB Berlinetta Competizione (1960), Dino 196/246 SP (1961), 250 GT Coupé PF Speciale (1961), 275/330 P (1964), Dino 206 S Spider (1966), 412 P (1966), Dino 166/246 Tasman (1967), 312 B2 (1972), 365 GTB/4 Daytona (1972), 365 GTB/4 Daytona Competizione Serie III (1973), 312 B3 (1973/74), 288 GTO (1984), F40 (1991), F50 (1996), F2004 (2004), Enzo Ferrari (2004), F2007 (2007), LaFerrari (2014).

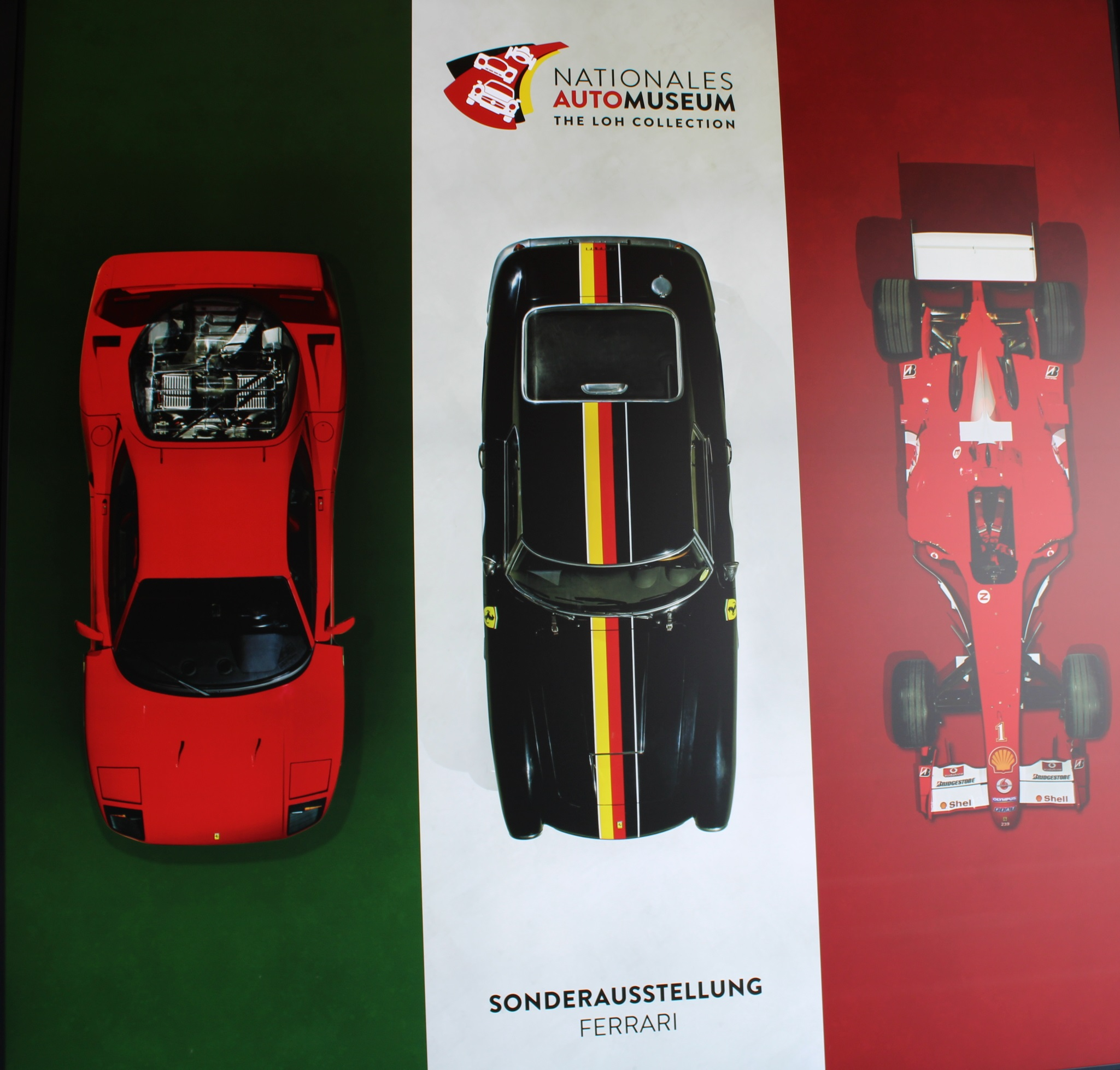
Plakat der Sonderausstellung "Ferrari – Meisterstücke für Rennstrecke und Straße"
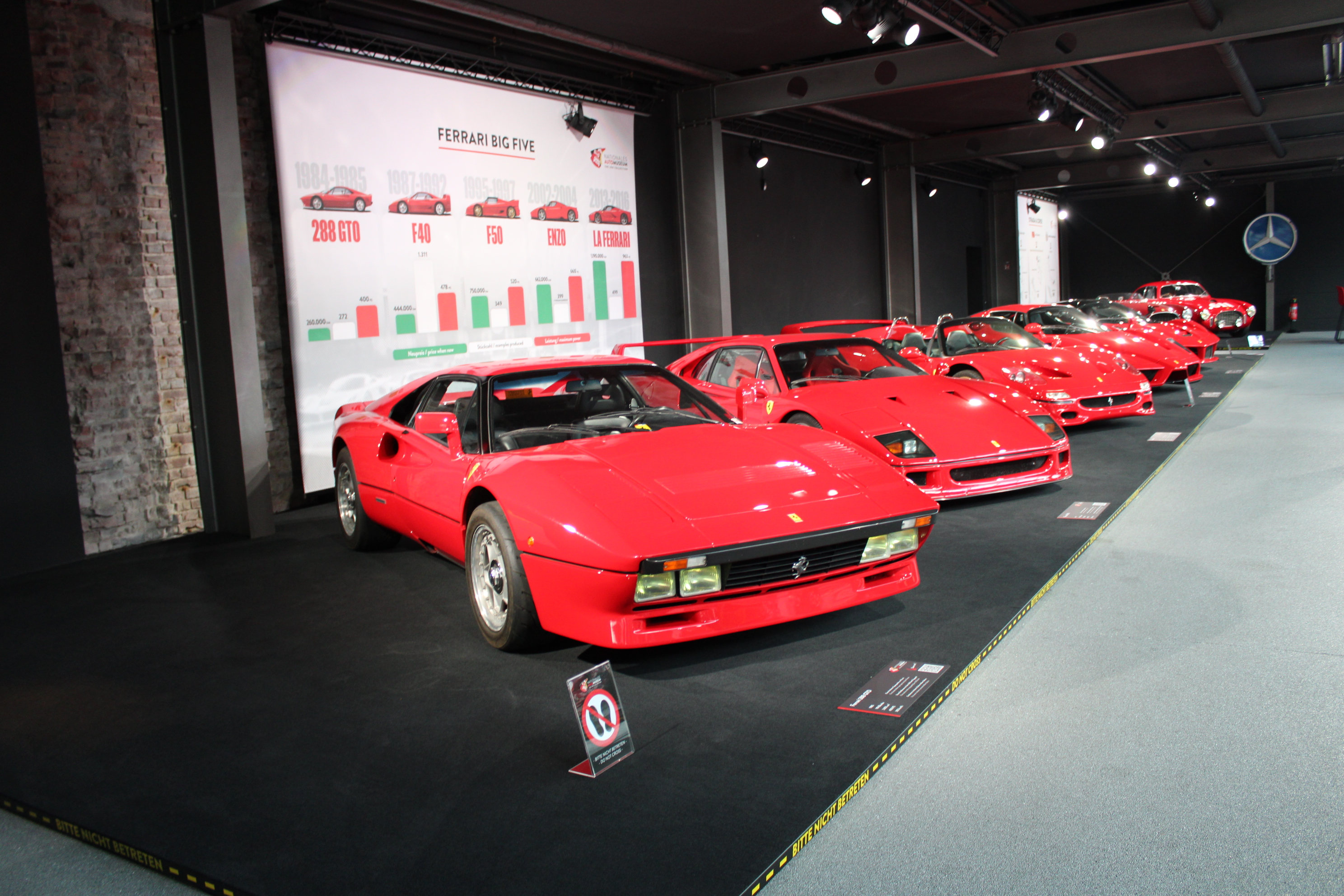
Ferrari Big Five (288 GTO, F40, F50, Enzo und LaFerrari)
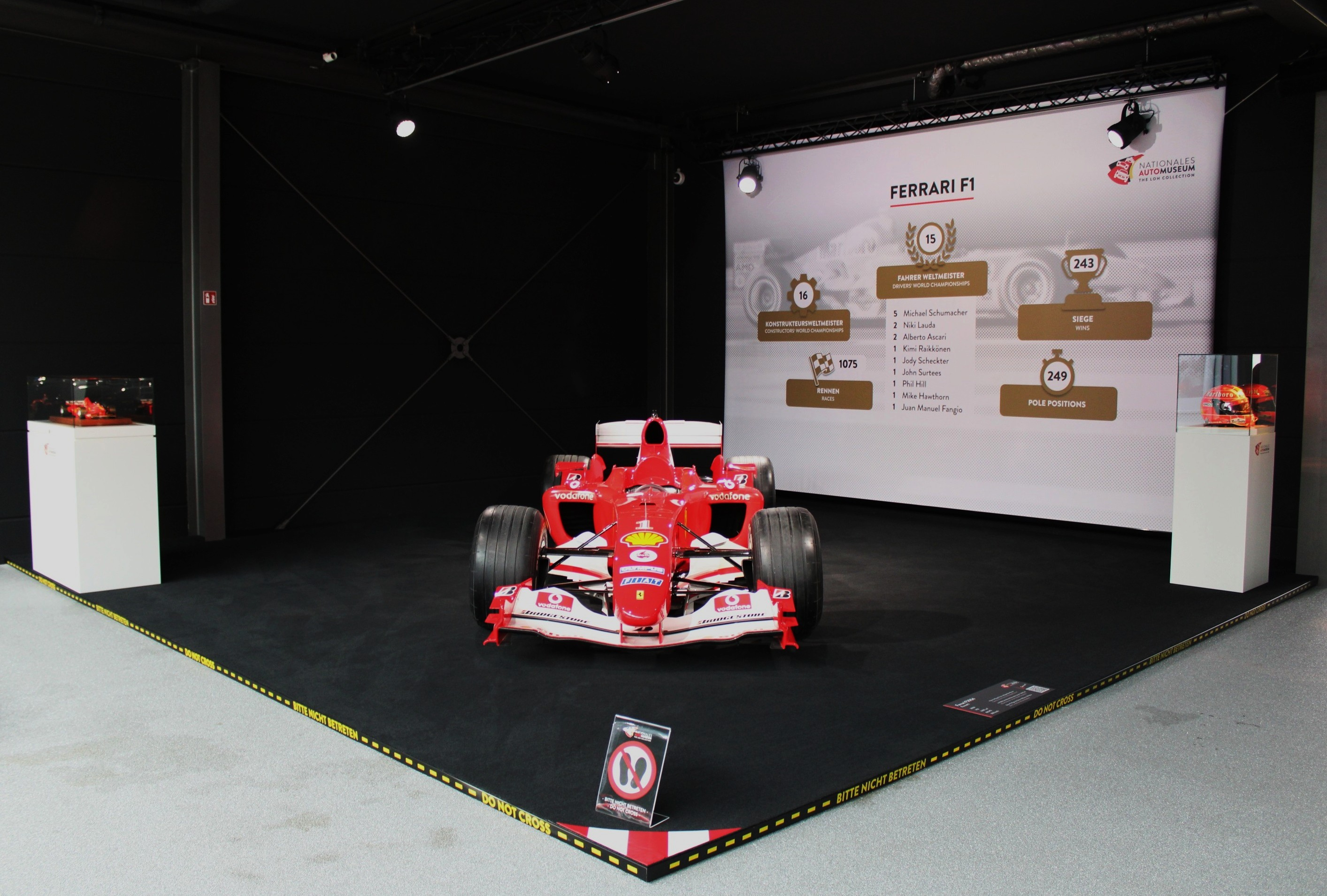
Ferrari F2004 von Michael Schumacher